# 168
| 168                |
| ------------------ |
| Dødsfald - Fødsler |
|                    |

| Gregoriansk kalender | 168 CLXVIII             |
| Ab urbe condita      | 921                     |
| Armensk kalender     | I/T                     |
| Kinesiske kalender   | 2864 – 2865 丁未 – 戊申 |
| Etiopisk kalender    | 160 – 161               |
| Jødisk kalender      | 3928 – 3929             |
| Hindukalendere       |                         |
| - Vikram Samvat      | 223 – 224               |
| - Shaka Samvat       | 90 – 91                 |
| - Kali Yuga          | 3269 – 3270             |
| Iransk kalender      | 454 BP – 453 BP         |
| Islamisk kalender    | 468 BH – 467 BH         |

Se også 168 (tal)